# Cocleoide

Una cocleoide amb a = 1

Una cocleoide és una corba amb forma de caragol similar a un estrofoide que es pot representar amb l'equació polar
{\displaystyle r={\frac {a\sin \theta }{\theta }}}
L'equació en coordenades cartesianes és
{\displaystyle (x^{2}+y^{2})\arctan {\frac {y}{x}}=ay}
O l'equació paramètrica
{\displaystyle x={\frac {a\sin t\cos t}{t}}}
{\displaystyle y={\frac {a\sin ^{2}t}{t}}}